# Pont Benjamin-Franklin
Le pont Benjamin-Franklin (aussi appelé pont Ben-Franklin) est un pont suspendu baptisé en l'honneur du savant américain Benjamin Franklin et qui franchit le fleuve Delaware entre Philadelphie (Pennsylvanie) et Camden (New Jersey), au nord-est des États-Unis.
Il fut le plus long pont suspendu du monde lors de son inauguration en 1926 avec une portée de 533,4 mètres et ce, jusqu'en 1929 où fut inauguré le pont Ambassadeur.

## Description
Il fait partie de l'Interstate 676 et mesure 2 273 mètres de long au total. Le pont est la propriété de la Delaware River Port Authority. Il fut ouvert à la circulation le 1er juillet 1926. 

Vues du pont
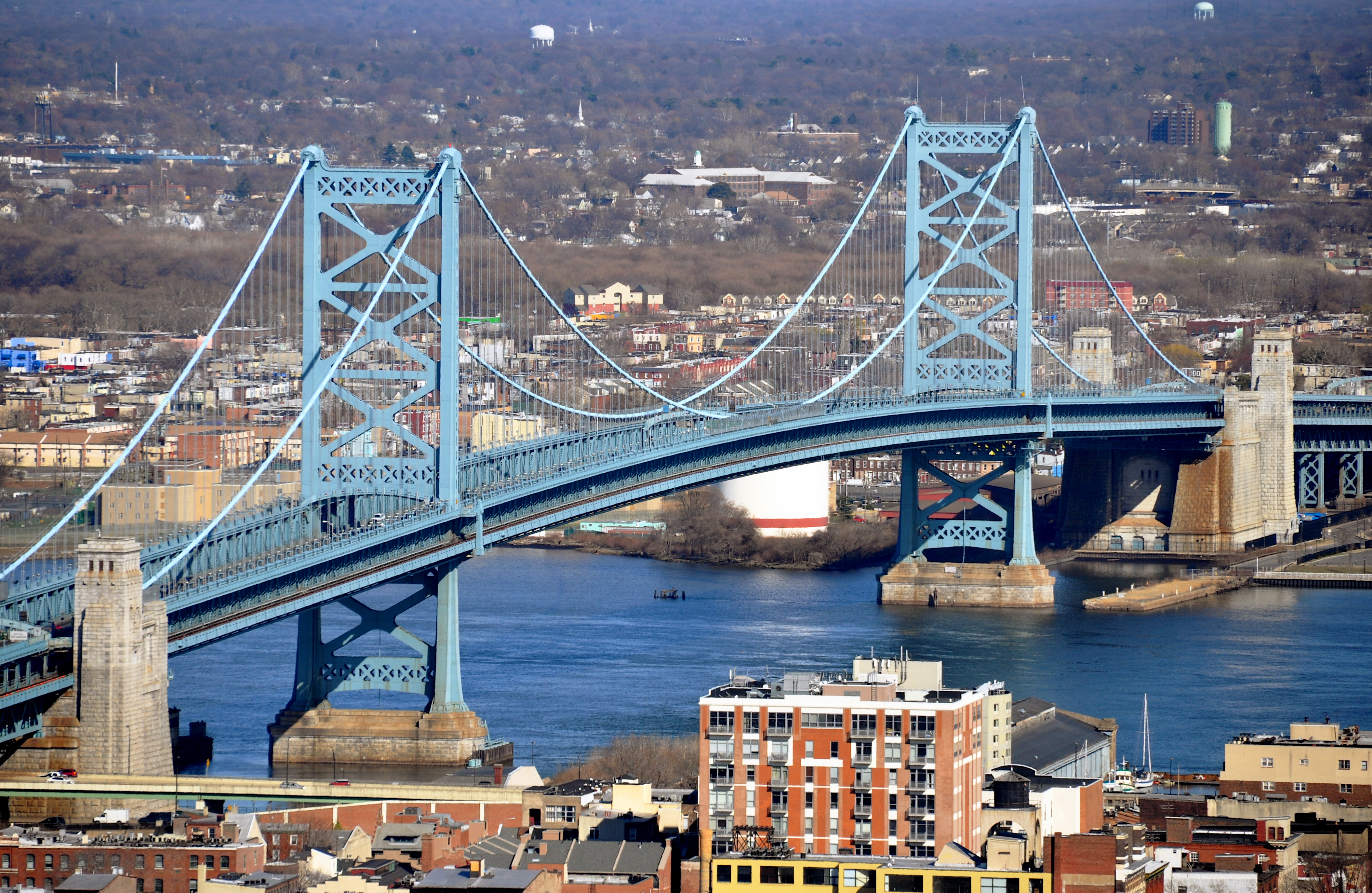
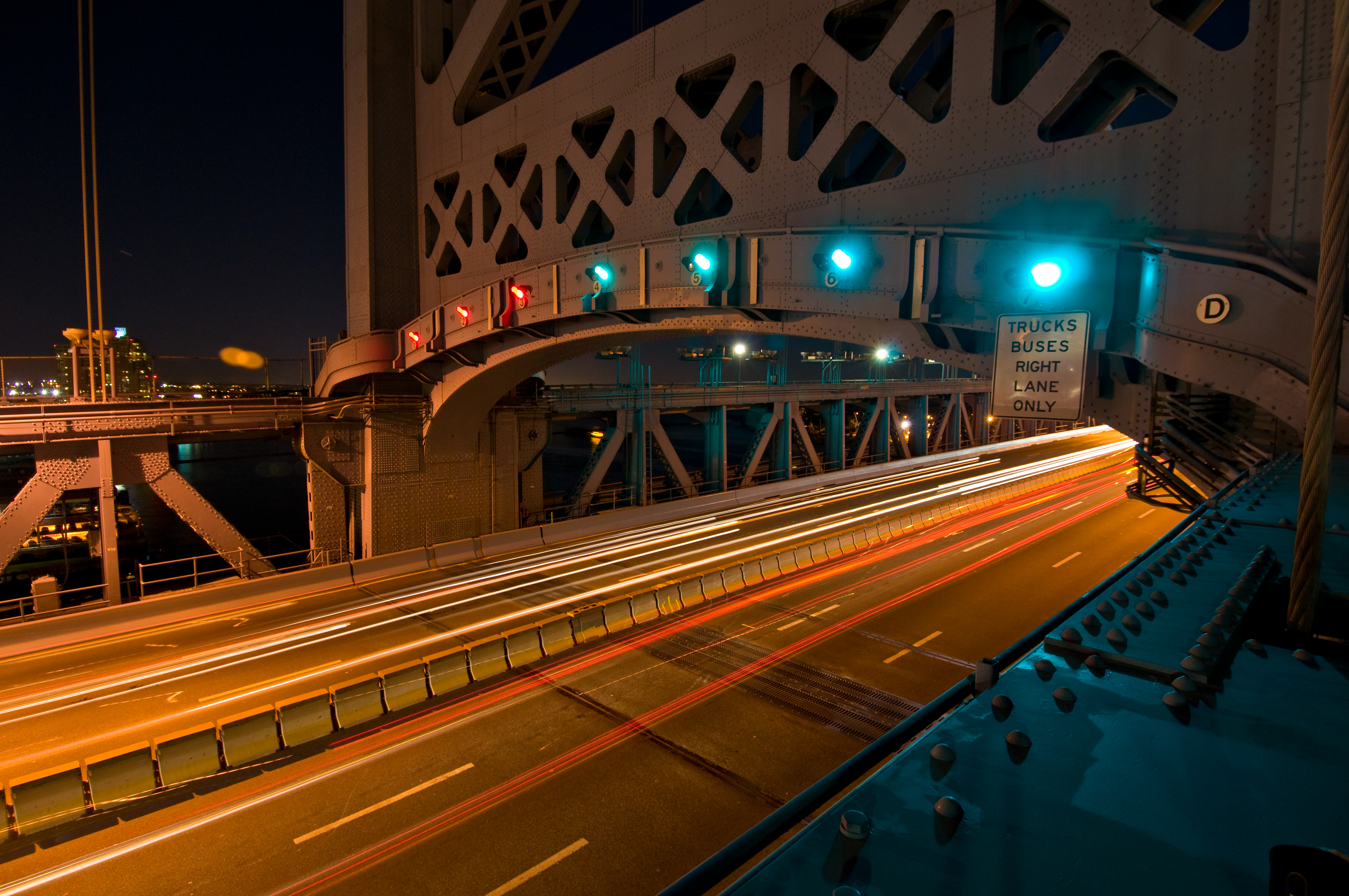
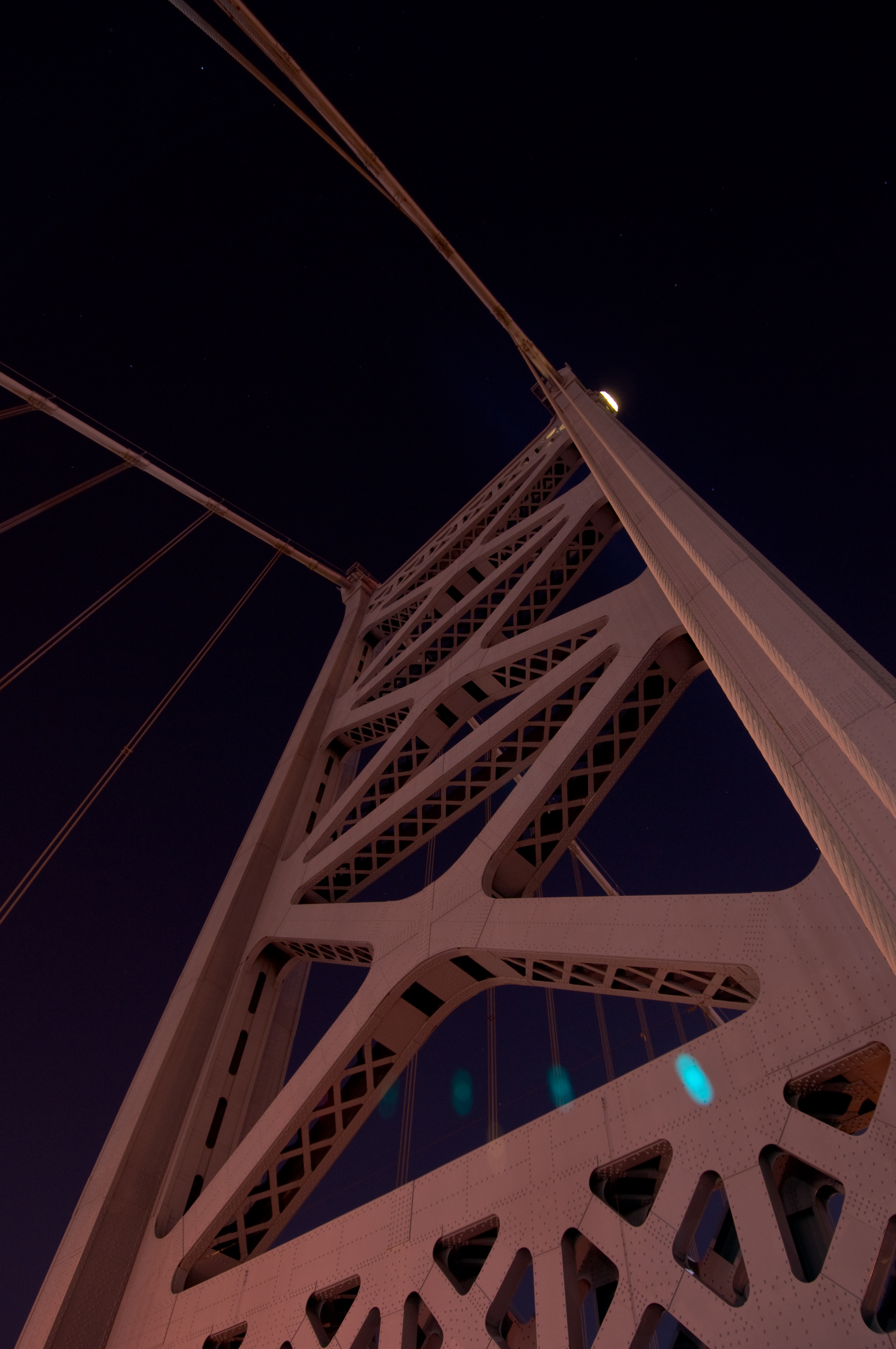